# Kirk Shepherd
Kirk Shepherd (* 5. Oktober 1986 in Ramsgate, Kent) ist ein englischer Dartspieler der Professional Darts Corporation. Im Dartsport verwendet er den Spitznamen „The Karate Kid“.
Shepherd verlor am 1. Januar 2008 gegen John Part im Finale der Darts-Weltmeisterschaft in London, belegte damit den 2. Platz und sicherte sich 50.000 Pfund. Durch diesen Erfolg gelang ihm in der Order of Merit der Sprung auf Platz 22.
Shepherd wurde im Alter von neun Jahren durch seinen Vater an das Dartspiel herangeführt. Zu seinem neunten Geburtstag bekam er von seiner Schwester einen Satz Pfeile geschenkt. Diese Pfeile spielt er bis zum heutigen Tag, mittlerweile allerdings als Nachbau durch die Firma Unicorn Darts, die ihn jetzt sponsern.

## Karriere

### 2003–2008: vom Youngster in der BDO zum PDC-WM-Finalisten
Shepherds Profidartkarriere begann im Jahr 2003. Damals gewann er des Winmau World Youth Masters, ein Jahr später gewann er die British Teenage Open und wieder ein Jahr später stand er im Finale des BDO Gold Cup.
2006 kam Shepherd ins Viertelfinale der England Open und einen Monat später gewann er erneut die British Teenage Open. Daraufhin wurde Shepherd in den Jahren 2005 und 2006 zum British Darts Organisation Young Player of the Year gewählt.
Seine ersten Turniere bei der Professional Darts Corporation spielte Shepherd im Jahr 2005. Erst ab November 2006 wechselte er dann aber komplett den Verband und nahm regelmäßig bei Turnieren der PDC Pro Tour teil, war allerdings zunächst nicht sehr erfolgreich. 2007 qualifizierte er sich dann für sein erstes PDC-Major, die UK Open 2007, wo er allerdings kein Spiel gewinnen konnte.
Im November 2007 gelang es Shepherd, sich beim Qualifikationsturnier für die Weltmeisterschaft unter die letzten 8 zu spielen und sich somit für die Weltmeisterschaft 2008 zu qualifizieren.
Bei der WM 2008 machte Shepherd dann überraschend auf sich aufmerksam. Er schlug Terry Jenkins in der ersten Runde, dann Mick McGowan, Barrie Bates und schließlich den früheren dreimaligen WM-Finalisten Peter Manley und erreichte somit das Halbfinale. Dort gewann er gegen den „Phil Taylor-Bezwinger“ Wayne Mardle mit 6-4 und traf im Finale auf John Part, gegen den er mit 2:7 in Sätzen verlor. Mit dieser Finalteilnahme katapultiere sich Shepherd in die Top 32 der PDC Order of Merit.

### 2008–2014: Wenig Erfolge und Verlust der Tour Card
Bei den UK Open Qualifiers 2007/08 schaffte es Shepherd erstmals in ein Pro Tour-Achtelfinale und den anschließenden UK Open 2008 gewann er erstmals ein Spiel. Als WM-Finalist qualifizierte sich Shepherd außerdem für den Grand Slam of Darts 2008. Dort konnte er allerdings kein Spiel gewinnen und schied als Gruppenletzter aus.
Bei der PDC World Darts Championship 2009 war Shepherd als Nummer 23 der Welt gesetzt. Er kam allerdings nicht über die erste Runde hinaus und verlor hier gegen Jan van der Rassel mit 2:3.
Die PDC Pro Tour 2009 verlief wieder wenig erfolgreich für Shepherd. Beim Players Championship Nummer 24 erreichte er allerdings erstmals das Viertelfinale auf der Tour. Auch bei den US Open schaffte er es ins Viertelfinale, das er 2:6 gegen Wes Newton verlor.
Beim Grand Slam of Darts 2009 gewann Shepherd erstmals zwei Spiele und qualifizierte sich damit fürs Achtelfinale. Dort traf er auf Kevin Painter und verlor mit 5:10.
Bei der PDC World Darts Championship 2010 zog Shepherd in das Achtelfinale ein, nachdem er in der ersten Runde Scott Burnett aus den USA mit 3:0 und in der zweiten Runde den Kanadier John Part mit 4:1 geschlagen hatte. Im Achtelfinale unterlag er allerdings dem späteren Halbfinalisten Mark Webster aus Wales mit 1:4.
Auf der PDC Pro Tour 2010 erreichte Shepherd erneut einmal das Achtelfinale. Bei den UK Open 2010 gewann er wieder ein Spiel.
Für die Weltmeisterschaft 2011 war Shepherd eigentlich nicht qualifiziert, durfte aber trotzdem teilnehmen, da der australische Qualifikant Rob Modra kein Visum erhielt und somit nicht teilnehmen konnte. Er verlor allerdings mit 1:3 gegen Wayne Jones in der ersten Runde.
Bei den UK Open 2011 gewann Shepherd drei Spiele, bevor er in den Top 32 gegen Colin Osborne verlor. Als Teil der Top 101 der PDC Order of Merit erhielt er zu Beginn der Saison die neu eingeführte Tour Card. Auf der PDC Pro Tour 2011 erreichte er erneut ein Viertelfinale, was allerdings nicht reichte, um sich wieder für die PDC-Weltmeisterschaft zu qualifizieren.
Die PDC Pro Tour 2012 beendete Shepherd nicht mehr, da er aufgrund seiner Arbeit in der zweiten Jahreshälfte auf den Profidartsport verzichten musste. Er holte sich seine Tour Card allerdings direkt im Januar 2013 zurück, indem er die Q-School Order of Merit auf Rang 7 abschloss.
Auch 2013 spielte er wieder vergleichsweise wenig PDC-Turniere, qualifizierte sich aber trotzdem für die UK Open, wo er drei Spiele gewann, bis er von Robert Thornton gestoppt wurde. 2014 griff er dann aber wieder mehr an. Unter anderem qualifizierte er sich für sein erstes European-Tour-Event, die German Darts Masters, bei denen er in die zweite Runde kam. Mehr war für Shepherd allerdings nicht drin, sodass er am Ende des Jahres wieder ohne WM-Qualifikation und ohne Tour Card dastand.

### 2015 bis heute: alle zwei Jahre Q-School
Bei der Q-School 2015 konnte er sich diese auch nicht zurückholen. Er spielte daraufhin die PDC Challenge Tour und erreichte zweimal das Finale, wovon er eines gewinnen konnte. Ebenfalls rückte er neunmal für die Players Championship-Turniere nach und kam einmal in die Top 32.
Auch bei der Q-School ein Jahr später gewann Shepherd keine Tour Card. Auf der PDC Challenge Tour 2016 kam er einmal ins Halbfinale.
Erst bei der PDC Qualifying School 2017 gewann Shepherd die Tour Card zurück, indem er am vierten Tag gegen Ronnie Baxter gewann. Die UK Open endeten für Shepherd in der Runde der letzten 32 gegen Ian White. Bei den Players Championships kam er einmal ins Achtelfinale und erreichte die zweite Runde der Dutch Darts Masters. Für weitere Majors konnte sich Shepherd allerdings nicht qualifizieren.
2018 begann für Shepherd mit dem Erreichen der dritten Runde der UK Open, in der er mit 5:10 gegen Michael Smith. Außerdem kam er zweimal in die zweite Runde auf der European Darts Tour. Ansonsten hatte Shepherd wieder kaum Erfolge auf der Tour zu verzeichnen und musste im Januar 2019 erneut bei der Q-School starten.
Hier gewann er erneut am vierten Tag die Tour Card. Bei den Players Championships 2019 kam er dann aber nie weiter als in Runde 3. Dafür erreichte er erstmals ein Achtelfinale auf der European Tour, indem er bei den Danish Darts Open zunächst Vincent van der Voort und dann Ex-Weltmeister Rob Cross jeweils mit 6:4 in Legs besiegt. In der dritten Runde wurde er aber vom späteren Finalisten Chris Dobey mit 3:8 geschlagen.
Bei der PDC Home Tour II kam Shepherd in die dritte Runde und auf der PDC Pro Tour 2020 kam Shepherd einmal ins Achtelfinale, was jedoch nicht reichte, um die Tourkarte zu halten.
2021 errang Shepherd also erneut seine Tour Card zurück. Bei den darauffolgenden Players Championships erreichte er dreimal die dritte Runde. Auch für die UK Open war Shepherd damit wieder spielberechtigt. Er gewann sein Erstrundenmatch gegen Gordon Mathers, musste sich in Runde zwei aber Jim Williams geschlagen geben.
Am 4. August 2021 spielte Shepherd sein vorerst letztes PDC-Turnier. In der darauffolgenden Zeit bekam er Probleme mit Dartitis, was letztendlich dazu führte, dass er seine Tourkarte für 2022 zurückgibt.

## Außerhalb des Dartsports
Shepherd war zum Zeitpunkt seines WM-Finales 2008 kein Vollprofi und arbeitete zunächst in einer Fabrik als Metallarbeiter am Band, womit er 8000 Pfund im Jahr verdiente. Auf der Pressekonferenz nach dem WM-Finale 2008 gab er allerdings bekannt, zukünftig dem Dartsport als Vollprofi nachzugehen. Neben dem Dartsport hat Shepherd noch den 2. Dan im Karate und hat hier schon um die britische Meisterschaft gekämpft.

## Titel

### BDO
- 2004: British Teenage Open
- 2006: British Teenage Open

### PDC
- Secondary Tour Events
  - PDC Challenge Tour
    - PDC Challenge Tour 2015: 1

### Andere
- 2007: Hampshire Open
- 2010: LPKD Day of Darts, LPKD The Pint Pot, Newark Open, LPKD Red Lion Erdington

## Weltmeisterschaftsresultate

### PDC
- 2008: Finale (2:7-Niederlage gegen  John Part)
- 2009: 1. Runde (2:3-Niederlage gegen  Jan van der Rassel)
- 2010: Achtelfinale (1:4-Niederlage gegen  Mark Webster)
- 2011: 1. Runde (1:3-Niederlage gegen  Wayne Jones)